# Люди-кошки (фильм, 1982)
«Люди-кошки» (англ. Cat People) — фантастический фильм 1982 года американского кинорежиссёра Пола Шредера. Название отсылает к одноимённому фильму ужасов (1942) режиссёра Жака Турнёра. В главных ролях — Настасья Кински и Малкольм Макдауэлл. Песню Cat People в конце фильма исполняет Дэвид Боуи.

## Сюжет
Фильм начинается с кадров приношения в жертву девушек леопардам древним племенем, затем действие переносится в 80-е годы XX века.
Молодая девушка Ирена приезжает в Новый Орлеан к своему старшему брату Полу, которого не видела с детских лет с тех пор, как их родители-дрессировщики погибли. Она останавливается в его доме, где работает служанка по имени Фемале.
Ночью Пол уходит и утром не возвращается домой. В ту же ночь в городе появляется леопард, пытающийся убить проститутку. Леопарда усыпляют и привозят в зоопарк. Ирена, гуляя по городу, приходит в зоопарк, где долго рассматривает пойманного зверя. Она знакомится с директором зоопарка Оливером, который предлагает ей работу. Оба чувствуют взаимную симпатию. На работе Ирена знакомится с Элис, добивающейся любви Оливера. Через некоторое время леопард сбегает, убив служащего.
Вскоре возвращается Пол, от него Ирена узнаёт историю своей семьи. Она и Пол принадлежат к древнему роду оборотней. После секса с людьми оборотень превращается в леопарда. Чтобы принять обратно человеческий облик, леопард должен совершить убийство. Для продолжения рода брат и сестра должны создать семью между собой. Пол советует ей не медлить. Ирена не воодушевлена перспективой инцеста и отказывает ему. Ей удаётся выбежать из дома и привлечь внимание полиции. Пол скрывается, но полицейские в подвале обнаруживает останки человеческих тел. Они считают, что Пол держал в подвале леопарда, которому скармливал проституток и бродяг.
Ирена уезжает к Оливеру. Утром он увозит её на остров за городом, где живёт его знакомый. Ночью она начинает охотиться на кроликов. Ирене кажется, что она сходит с ума. На следующий вечер Пол пробирается в дом Оливера и вновь делает Ирене предложение. Он говорит, что их родители тоже были братом и сестрой. После отказа Ирены Пол превращается в леопарда и пытается убить Оливера, однако Элис удаётся его застрелить.
Ирена уезжает из города, но в поезде видит сон, в котором видит брата и леопардов. В одном из них она узнаёт свою мать, которая просит её вернуться. Ирена возвращается к Оливеру. Ночью после интимной близости и потери девственности она превращается в леопарда. Однако Ирена не убивает Оливера, а убегает.
Когда леопарда окружают на мосту, он прыгает в воду. Оливер догадывается, что Ирена направляется к острову. Вооружённый, он прибывает на остров, где обнаруживает труп своего знакомого. Ирена признаётся, что убила его, чтобы превратиться в человека. Она просит Оливера застрелить её, но он отказывает. Тогда Ирена просит снова вернуть ей облик леопарда, сказав, что хочет жить с подобными себе. Оливер, в целях безопасности привязав её к кровати, вновь занимается с нею сексом.
Фильм заканчивается сценой, где Оливер в зоопарке ласкает и кормит с рук леопарда, сидящего в клетке.

## В ролях
- Настасья Кински — Ирена
- Малкольм Макдауэлл — Пол
- Джон Херд — Оливер
- Аннетт О’Тул — Элис
- Руби Ди — Фемале
- Эд Бегли-младший — Джо Крейг
- Скотт Полин — Билл Сирл
- Джон Ларрокетт — Бронте Джадсон
- Берри Беренсон — Сандра

## Номинации
- 1983 — «Сатурн» — лучшая актриса (Настасья Кински)
- 1983 — «Золотой глобус» — лучшая музыка (Джорджо Мородер) и лучшая песня (Джорджо Мородер и Дэвид Боуи).

## Кассовые сборы и критика
Кассовые сборы в США составили 7 миллионов долларов, кассовые сборы в мире — 21 миллион долларов.
Американский кинокритик Роджер Эберт назвал картину «хорошим фильмом в старых традициях», отметив исполнение роли Кински: «Она совсем не переигрывает в фильме, не ходит неправильно, не выглядит нелепо». Гэри Арнольд из The Washington Post написал: «Буквальность фильма делает его непригодным для серьезных чувств. Я уверен, что у Шредера в голове крутилось представление о любви как о рабстве или высшей жертве свободы, но он не создал мифического контекста, в котором это понятие могло бы навязаться аудитории».